# Wyścigi Grand Prix podczas II wojny światowej
W latach 1940–1945 Grand Prix nie odbywały się w cyklu podobnym, jak przed wojną. Jedynie w Ameryce Południowej odbyły się pojedyncze wyścigi. W 1945 roku odbył się również wyścig w Paryżu, z którego wojska wycofały się już w 1944 roku.

## Grand Prix w czasie wojny

### 1940
| Grand Prix           | Tor        | Data    | Zwycięzca (kierowcy) | Zwycięzca (konstruktorzy) | Wyniki |
| -------------------- | ---------- | ------- | -------------------- | ------------------------- | ------ |
| São Paulo Grand Prix | Interlagos | 12 maja | Arthur Nascimento Jr | Alfa Romeo                | Wyniki |

### 1941
| Grand Prix                | Tor       | Data         | Zwycięzca (kierowcy) | Zwycięzca (konstruktorzy) | Wyniki |
| ------------------------- | --------- | ------------ | -------------------- | ------------------------- | ------ |
| Rio de Janeiro Grand Prix | Gávea     | 28 września  | Chico Landi          | Alfa Romeo                | Wyniki |
| Buenos Aires Grand Prix   | Costanera | 23 listopada | José Canziani        | Alfa Romeo                | Wyniki |

### 1942
| Grand Prix              | Tor                  | Data       | Zwycięzca (kierowcy) | Zwycięzca (konstruktorzy) | Wyniki |
| ----------------------- | -------------------- | ---------- | -------------------- | ------------------------- | ------ |
| Buenos Aires Grand Prix | Costanera            | Styczeń    | José Canziani        | Alfa Romeo                | Wyniki |
| Grand Prix Vendimia     | Argentinia           | 5 kwietnia | Adriano Malusardi    | Alfa Romeo                | Wyniki |
| Santa Fe Grand Prix     | Santa Fe             | 3 maja     | Oldemar Ramos        | Alfa Romeo                | Wyniki |
| Autódromo Nacional      | Barra de Santa Lucía | 18 lipca   | Pablo Pessatti       | Alfa Romeo                | Wyniki |

### 1943–1944
Nie rozegrano Grand Prix

### 1945
| Grand Prix | Tor              | Data       | Zwycięzca (kierowcy) | Zwycięzca (konstruktorzy) | Wyniki |
| ---------- | ---------------- | ---------- | -------------------- | ------------------------- | ------ |
| Paris Cup  | Bois de Boulogne | 9 września | Jean-Pierre Wimille  | Bugatti                   | Wyniki |